# Вислобоки

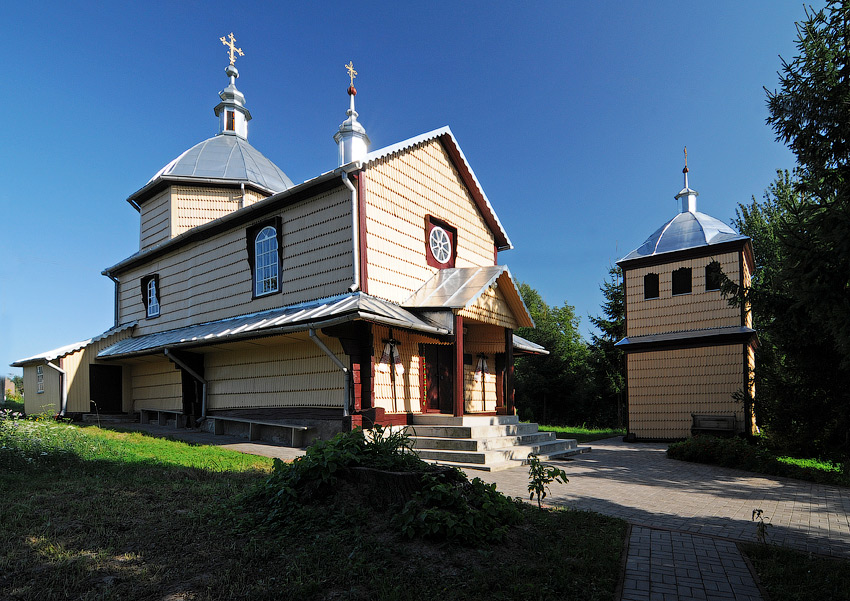
Церковь Непорочного зачатия Пресвятой Богородицы

Вислобоки (укр. Вислобоки) — село в Жовтанецкой сельской общине Львовского района Львовской области Украины.
Население по переписи 2016 года составляло 390 человек. Занимает площадь 9,59 км². Почтовый индекс — 80460. Телефонный код — 3254.

## Известные уроженцы
- Щурат, Василий Григорьевич (1871—1948) — украинский литературовед, поэт, переводчик, академик